# Кирокосян, Григорий Керепович
Григорий Керепович Кирокосян (род. 4 декабря 1935 года; Орджоникидзе (в настоящее время — Владикавказ), СССР) — советский борец вольного стиля и тренер. Чемпион СССР (1960).

## Биография
Родился 4 декабря 1935 года в Орджоникидзе. Борьбой занялся в 15 лет. Выступал за ДСО «Спартак» (Орджоникидзе) в весовой категории до 62 кг. Тренер — А. З. Дзгоев. Мастер спорта СССР (1958).
По окончании спортивной карьеры стал тренером. Среди его учеников Зелимхан Батаев (мастер спорта СССР международного класса, неоднократный призёр различных первенств), Гирихан Ахильгов (призёр юношеского первенства СССР, трагически погиб), Алисхан Ахильгов (призёр молодёжного первенства СССР и победитель Международного турнира на Кубе), Магомед Берсанов и Магомед Актемиров (оба — мастера спорта СССР).

## Спортивные результаты
- Чемпион РСФСР среди юношей (1953);
- Чемпион СССР среди юношей (1954);
- Чемпион СССР (1960).